# Daya Utama
Daya Utama is een bestuurslaag in het regentschap Banyuasin van de provincie Zuid-Sumatra, Indonesië. Daya Utama telt 2708 inwoners (volkstelling 2010).